# Tre donne (film 1977)
Tre donne è un film del 1977 diretto da Robert Altman.
Presentato in concorso al 30º Festival di Cannes, è valso a Shelley Duvall il premio per la migliore interpretazione femminile.

## Trama
Pinky Rose è una ragazza del sud, eccentrica ma ingenua ed impressionabile, che trova lavoro come assistente nella spa termale di una località turistica della California. Qui conosce la sua collega Millie, una donna altrettanto eccentrica, ma più estroversa e ciarliera. Le due legano e finiscono per abitare nello stesso appartamento. Col tempo Pinky diventa sempre più dipendente da Millie, si attacca ossessivamente a lei e adotta aspetti della sua personalità e del suo aspetto. Quando Pinky scopre che Millie ha una relazione con Edgar, il marito macho di Willie, una stravagante artista locale, il rapporto tra le tre donne evolve in qualcosa di molto strano, con reciproci scambi di personalità e capovolgimenti di ruolo.

## Riconoscimenti
- 1977 - Festival di Cannes
  - Premio per la migliore interpretazione femminile (Shelley Duvall)